# 曼達洛人 (第二季)
美國太空歌劇網路電視劇《曼達洛人》第二季於2020年10月30日在Disney+首播，2020年12月18日完結，共8集。故事取材自喬治·盧卡斯的《星際大戰》，發生在電影《星際大戰六部曲：絕地大反攻》中的事件五年後。強·法夫洛擔當節目統籌。
2019年7月，迪士尼宣佈預訂《曼達洛人》第二季，強·法夫洛表示在本季引入新角色以及此前在《星際大戰》系列中出現過的角色，包括亞蘇卡·譚諾和波巴·費特等。佩德羅·帕斯卡、吉娜·卡拉諾、詹卡洛·埃斯波西托和卡爾·韋瑟斯回歸出演第一季中的角色。類似於第一季，強·法夫洛為其中六集撰寫劇本，戴夫·費羅尼和導演瑞克·法穆易瓦分別參與其中一集的劇本創作。瑞克·法穆易瓦和布萊絲·達拉斯·霍華回歸執導本季，導演還包括強·法夫洛、派頓·瑞德、勞勃·羅里葛茲和卡爾·韋瑟斯。本季的主體拍攝於2019年10月中旬開機，2020年3月8日殺青。
2020年12月，Disney+正式預訂第三季。

## 集數
| 總集數 | 集數 （季） | 標題               | 導演               | 編劇          | 上線日期       |
| --- | ----------- | ------------------ | ------------------ | ------------- | -------------- |
| 9 | 1           | 第九章：執法官     | 強·法夫洛          | 強·法夫洛     | 2020年10月30日 |
| 曼達洛人丁·賈林為將孩子交給他的族人，尋求其他曼達洛人的幫助。他在塔圖因的摩斯培爾戈（Mos Pelgo）小鎮遇到這裡的執法官柯布·范思，范思穿戴著從賈瓦人換得的曼達洛鎧甲。曼達洛人希望拿回鎧甲，范思提出請他幫忙消滅為禍人類的克雷特龍。曼達洛人從中說和，使得摩斯培爾戈居民與沙漠部落塔斯肯人達成和平協議，聯合起來共同對抗克雷特龍。他們設法佈置陷阱，引誘克雷特龍鑽出沙地，曼達洛人冒險進入克雷特龍的口中，引爆炸彈殺死了它。曼達洛人帶著范思的鎧甲離開摩斯培爾戈。 |             |                    |                    |               |                |
| 10 | 2           | 第十章：旅客       | 派頓·瑞德          | 強·法夫洛     | 2020年11月6日  |
| 回到摩斯艾斯里的航天港的途中，曼達洛人擊敗半路伏擊的一群賞金獵人。派麗·莫托為他找到得知其他曼達洛人下落的蛙女士，但是她要求乘坐曼達洛人的飛船「刀鋒之巔」前往一顆名叫查斯克星（Trask）的液態衛星尋找丈夫，為她隨身攜帶的一罐蛙卵授精。因為這些未受精的蛙卵不能在超空間中存活，飛船只能以亞光速運行。他們途中遭遇兩架新共和國的X翼戰機，此前曼達洛人曾協助囚犯越獄，他駕駛飛船進入峽谷躲避追捕，飛船不慎墜入地洞。蛙女士離開飛船進入附近冰洞，曼達洛人勸她離開之際，洞裡孵化出大批蜘蛛，在巨大的母蛛帶領下，將他們逼入駕駛艙。此時兩名X翼戰機駕駛員趕來消滅蛛群，由於曼達洛人曾抓捕三名通緝重犯，他們放棄逮捕曼達洛人，發出警告後離開。曼達洛人修復好駕駛艙，離開地洞繼續前往目的地。                                                                                                |             |                    |                    |               |                |
| 11 | 3           | 第十一章：女繼承人 | 布萊絲·達拉斯·霍華 | 強·法夫洛     | 2020年11月13日 |
| 蛙女士在查斯克星與丈夫會面。曼達洛人根據蛙人提供的線索，登上一艘漁船。他被船員設計關進船中水牢，三名曼達洛人解救了他和孩子。三人的首領博-卡坦·克里茲以絕地武士的情報作為交換條件，邀請曼達洛人丁·賈林幫助搶劫由帝國殘餘勢力掌控的武器。登上飛船後，博-卡坦表示他們的目標其實是利用貨艙中的武器控制飛船，用以奪回曼達洛星。艦長得到星區長吉迪恩的命令，計劃墜毀飛船。博-卡坦進入艦橋，逼問艦長暗劍的下落，艦長沒有回答，自盡身亡。博-卡坦告訴曼達洛人可以在烏鴉座森林星球上的卡洛丹（Calodan）城見到絕地武士亞蘇卡·譚諾。駕駛尚未完全修復的「刀鋒之巔」，曼達洛人帶著孩子前去尋找亞蘇卡。 |             |                    |                    |               |                |
| 12 | 4           | 第十二章：圍困     | 卡爾·韋瑟斯        | 強·法夫洛     | 2020年11月20日 |
| 為了維修飛船，曼達洛人帶著孩子返回尼瓦羅星球，與朋友卡拉·鄧恩和格里夫·卡加會合。飛船修理期間，曼達洛人答應鄧恩和卡加的請求，與他們前去摧毀帝國的舊基地。引爆地下岩漿之後，眾人發現星區長吉迪恩沒有死亡，當前仍在指揮潘興博士等專家用孩子的血液進行複製實驗。鄧恩和卡加偷走帝國風暴兵的運輸機逃離舊基地，曼達洛人駕駛修復好的飛船擊落追趕他們的鈦戰機。事後，曼達洛人繼續駕駛飛船尋找亞蘇卡。星區長吉迪恩收到手下通訊官的報告，他們的線人在維修曼達洛人的飛船時已將跟蹤信標安裝在船上。 |             |                    |                    |               |                |
| 13 | 5           | 第十三章：絕地     | 戴夫·費羅尼        | 戴夫·費羅尼   | 2020年11月27日 |
| 曼達洛人帶著孩子進入烏鴉座森林星球上的卡洛丹城，發現城中居民生活在恐懼之中。他與地方官摩根·艾爾斯貝特會面，後者以一根由曼達洛鐵打造的長矛作懸賞，僱傭曼達洛人殺死絕地武士亞蘇卡·譚諾。曼達洛人在城外林中見到亞蘇卡。亞蘇卡使用原力與孩子交流，得知他的名字叫「格羅古」（Grogu），他於銀河帝國崛起之前已經在科洛桑的絕地聖殿中接受訓練。曼達洛人與亞蘇卡約定，兩人聯合擊敗艾爾斯貝特，亞蘇卡原有意訓練格羅古，但是他的潛力卻讓亞蘇卡想起曾經的前車之鑑，擔心格羅古最終會墜入原力的黑暗面而拒絕。亞蘇卡使用光劍殺死眾多守衛，與艾爾斯貝特展開決鬥。與此同時，曼達洛人殺死副官朗，解救了居民。亞蘇卡打敗艾爾斯貝特，逼問她的主人索龍元帥的下落。卡洛丹城被解救之後，亞蘇卡將長矛送給曼達洛人，但是拒絕了他的請求，希望他帶著格羅古前往泰桑星球的古代聖殿遺跡，由原力決定格羅古的命運。 |             |                    |                    |               |                |
| 14 | 6           | 第十四章：悲劇     | 勞勃·羅里葛茲      | 強·法夫洛     | 2020年12月4日  |
| 曼達洛人帶著格羅古來到泰桑星球，將他放在山頂的觀景石上。格羅古開始冥想，他的四周開啟保護能量場。波巴·費特跟蹤曼達洛人來到此處，與他同行的還有芬妮克·尚德。尚德之前在塔圖因星球被費特解救。費特向曼達洛人解釋稱，柯布·范思的曼達洛鎧甲原是他從父親強格·費特處繼承。費特以保護格羅古的人身安全為交換條件，希望拿回鎧甲。此時，星區長吉迪恩派遣兩隻帝國風暴兵突擊隊前來搶奪格羅古。曼達洛人、費特與尚德聯手擊退了風暴兵。吉迪恩乘坐輕型巡洋艦隨後趕到，徹底摧毀曼達洛人的飛船「刀鋒之巔」，並派遣黑暗風暴兵將格羅古帶回艦內。費特與尚德兌現之前的承諾，願意幫助曼達洛人救回格羅古。三人乘坐費特的飛船「奴隸一號」來到尼瓦羅星球，曼達洛人見到卡拉·鄧恩，希望她幫忙從新共和國監獄中救出米格斯·梅菲爾德。                                                                           |             |                    |                    |               |                |
| 15 | 7           | 第十五章：信徒     | 瑞克·法穆易瓦      | 瑞克·法穆易瓦 | 2020年12月11日 |
| 新共和國執法官卡拉·鄧恩從監獄中帶出米格斯·梅菲爾德。梅菲爾德稱需從帝國內部終端獲得星區長吉迪恩乘坐的巡洋艦坐標，於是曼達洛人、梅菲爾德、鄧恩、費特與尚德來到莫拉克（Morak）星球。眾人聯合劫持一艘運輸車，曼達洛人和梅菲爾德裝扮成風暴兵潛入秘密採礦樞紐。曼達洛人使用聯絡終端時需要露面才能獲得坐標。梅菲爾德擊殺軍官之後，兩人在鄧恩與尚德的火力掩護下，登上費特駕駛的飛船離開據點。梅菲爾德離開前擊中性能活躍的賴登素（Rhydonium），炸毀採礦樞紐。鄧恩假稱梅菲爾德在執行任務中犧牲，將他釋放。曼達洛人通過坐標聯絡星區長吉迪恩，告知他格羅古對自己的重要程度遠超他的想象。 |             |                    |                    |               |                |
| 16 | 8           | 第十六章：營救     | 派頓·瑞德          | 強·法夫洛     | 2020年12月18日 |
| 曼達洛人聯手卡拉·鄧恩劫持了一艘帝國穿梭機。博-卡坦為拿回暗劍，同意幫助曼達洛人救回格羅古。曼達洛人與鄧恩、尚德、博-卡坦以及科斯卡·李維乘坐帝國穿梭機接近星區長吉迪恩的輕型巡洋艦，波巴·費特駕駛「奴隸一號」緊隨其後佯裝攻擊。曼達洛人團隊成功迫降至巡洋艦，眾人兵分兩路，鄧恩等人一路擊殺風暴兵控制艦橋，曼達洛人尋找格羅古。吉迪恩開啟戰鬥機器人黑暗風暴兵，經過激鬥之後，曼達洛人開啟艙門，將它們放入太空。隨後他正面遭遇吉迪恩，以曼達洛鐵長矛做武器打敗使用暗劍的吉迪恩。曼達洛人帶著格羅古回到艦橋與眾人會合。大批黑暗風暴兵到來將他們包圍。危急之際，路克·天行者前來摧毀所有黑暗風暴兵。曼達洛人同意路克帶走格羅古，繼續訓練他。此後，費特與尚德來到赫特人賈霸的宮殿，殺死比布·福圖納，佔據了他的王座。                                                                  |             |                    |                    |               |                |

## 演員與角色

### 領銜主演
- 佩德羅·帕斯卡 飾 曼達洛人／丁·賈林（The Mandalorian / Din Jarin）：孤獨的槍手和賞金獵人，擁有高超的戰鬥技巧[3][4]。當前帶著孩子躲避銀河帝國殘餘勢力的追捕。

- 孩子／格羅古（The Child / Grogu）：他的動作主要由多名傀儡師完成。通常被眾多影迷和新聞網站編輯稱為「尤達寶寶」（Baby Yoda）。他是與尤達同族的渾身泛綠、長耳、只有嬰兒大小的外星人，雖然他的年紀已經有50歲，對於其種族來說仍然屬於孩童階段。

### 常設聯合主演
當以下演員所飾演或配音的角色在某集出現時，相應的演員在該集片尾的演職員表中被標記為聯合主演。
- 艾咪·莎德瑞斯（英语：Amy Sedaris） 飾 派麗·莫托：塔圖因星球上摩斯艾斯里（英语：Mos Eisley）航天港的機械維修師[5][6]。

- 特穆拉·莫里森 飾 波巴·費特（Boba Fett）：恶名昭彰的賞金獵人，擁有曼達洛鎧甲。在電影《星際大戰六部曲：絕地大反攻》中，他落入巨蟲沙拉克（英语：Sarlacc）之口，生死未卜。莫里森此前曾在《星際大戰》相關媒體中為該角色配音[7]。

- 米斯蒂·羅莎斯（Misty Rosas） 飾 蛙女士（Frog Lady）：女性蛙類生物[8][b]。

- 梅賽德斯·瓦納多 飾 科斯卡·李維（Koska Reeves）：跟隨博-卡坦的曼達洛人[9]。

- 凱蒂·薩克沃夫 飾 博-卡坦·克里兹：統一曼達洛人的前領導者。薩克沃夫此前在動畫影集《星際大戰：複製人之戰》和《星際大戰：反抗軍起義》中為該角色配音[10]。

- 吉安卡洛·伊坡托 飾 星區長吉迪恩（Moff Gideon）：銀河帝國殘餘勢力的首領[11]。

- 吉娜·卡拉諾 飾 卡拉·鄧恩（Cara Dune）：前反抗軍同盟的震擊士兵，曾參與推翻銀河帝國的內戰，之後成為僱傭兵[12]。當前是新共和國在尼瓦羅（英语：Nevarro）星球的執法官[13]。

- 歐米德·阿塔西 飾 潘興博士（Dr. Pershing）：為星區長吉迪恩工作的科學家[14]。

- 溫明娜 飾 芬妮克·尚德（Fennec Shand）：菁英雇傭兵殺手，被賞金獵人公會懸賞緝拿[15]。目前受雇於波巴·費特，和他一同行動[16]。

### 客串聯合主演
- 約翰·李古查摩 配音 戈爾·科萊什（Gor Koresh）：阿比斯人（英语：Abyssin），丁·賈林向他打聽其他曼達洛人的下落[6]。

- 提摩西·奧利芬 飾 柯布·范思（Cobb Vanth）：曾是塔圖因星球上的奴隸，有志成為律師，此後獲得波巴·費特的曼達洛鎧甲[17]。該角色此前出現於小說三部曲《星際大戰：餘波（英语：Star Wars: Aftermath）》之中[18][6]。
- 理查德·艾歐阿德 配音 Q9-0：通常被稱為「零」，此前為蘭恩·馬爾克的機器人，被曼達洛人擊敗後留在飛船內[8]。
- 西蒙·凱斯安尼斯 飾 阿克斯·沃夫斯（Axe Woves）：跟隨博-卡坦的曼達洛人。

- 泰塔·斯威利弗（英语：Titus Welliver） 飾 帝國艦長（Imperial Captain）：效力於星區長吉迪恩的飛船艦長[19]。
- 卡爾·韋瑟斯 飾 格里夫·卡加：此前是賞金獵人公會的首領，為曼達洛人提供客戶[12]。當前與卡拉·鄧恩一起工作，是新共和國在尼瓦羅星球的裁判官[13]。

- 霍雷肖·桑斯（英语：Horatio Sanz） 飾 邁思羅（Mythrol）：在第一季中被曼達洛人抓獲，送至賞金獵人公會[20]。
- 麥可·賓恩 飾 朗（Lang）：摩根·艾爾斯貝特的副手[21][22]。

- 蘿莎瑞·道森 飾 亞蘇卡·譚諾（Ahsoka Tano）：絕地武士安納金·天行者的學徒，離開絕地組織之後，成為反抗軍同盟主要成員[23][24][22]。

- 黛安娜·李·伊諾桑提（英语：Diana Lee Inosanto） 飾 摩根·艾爾斯貝特（Morgan Elsbeth）：卡洛丹（Calodan）城的地方官，效忠於銀河帝國[22]。
- 比爾·伯爾 飾 米格斯·梅菲爾德（Migs Mayfeld）：曾為銀河帝國效力的神槍手，被卡拉·鄧恩從新共和國監獄帶出參與曼達洛人的行動[25]。
- 馬克·漢米爾 飾 路克·天行者（Luke Skywalker）：絕地武士，最終關鍵時刻前來營救曼達洛人，並與R2-D2將格羅古帶回[26][c]。

此外，戴夫·菲洛尼回歸出演新共和國X翼戰機的駕駛員特拉珀·沃爾夫，李善亨出演另一名駕駛員卡森·特瓦隊長。

## 製作

### 開發
2019年7月12日，節目統籌強·法夫洛透露第二季的劇本正在創作之中，已經在進行前期製作。法夫洛將執導第二季中的其中一集。瑞克·法穆易瓦和布萊絲·達拉斯·霍華回歸執導第二季，戴夫·費羅尼將為其中一集執筆劇本。第二季導演還包括派頓·瑞德、勞勃·羅里葛茲和卡爾·韋瑟斯。

### 選角
2018年11月，佩德羅·帕斯卡和吉娜·卡拉諾確定出演《曼達洛人》。2018年12月12日，詹卡洛·埃斯波西托和卡爾·韋瑟斯加入主演陣容。他們確定回歸出演第二季。艾咪·莎德瑞斯回歸出演派麗·莫托。
2020年3月，報道稱蘿莎瑞·道森將在第二季中出演亞蘇卡·譚諾，這是該角色第一次由真人飾演，她此前出現於動畫影集《星際大戰：複製人之戰》和《星際大戰：反抗軍起義》中，電影《星際大戰九部曲：天行者的崛起》中曾出現該角色的聲音。同月，麥可·賓恩確定出演第二季。5月初，特穆拉·莫里森確定出演波巴·費特，他此前在電影《星際大戰二部曲：複製人全面進攻》中出演波巴·費特的父親強格·費特，並在《星際大戰》相關媒體中為波巴·費特配音。5月，凱蒂·薩克沃夫確定出演博-卡坦·克里兹，她此前在動畫影集《星際大戰：複製人之戰》和《星際大戰：反抗軍起義》中為該角色配音，提摩西·奧利芬和梅賽德斯·瓦納多亦參與演出。霍雷肖·桑斯回歸出演第一季中的角色邁思羅。歐米德·阿塔西回歸出演潘興博士。溫明娜回歸出演芬妮克·尚德。

### 拍攝
第二季的主體拍攝於2019年10月中旬開機，2020年3月8日殺青。

### 音樂
魯德溫·葛瑞森繼續為第二季作曲。第一輯數位版於2020年11月20日發行，包括前四集原創音樂。第二輯數位版於2020年12月18日發行，包括第二季後四集原創音樂。
| 《曼達洛人》第二季：第一輯（第9-12章） | 《曼達洛人》第二季：第一輯（第9-12章） | 《曼達洛人》第二季：第一輯（第9-12章） |
| 曲序                                   | 曲目                                   | 时长                                   |
| -------------------------------------- | -------------------------------------- | -------------------------------------- |
| 1.                                     |                                        | 4:04                                   |
| 2.                                     |                                        | 2:55                                   |
| 3.                                     |                                        | 6:05                                   |
| 4.                                     |                                        | 3:18                                   |
| 5.                                     |                                        | 2:06                                   |
| 6.                                     |                                        | 5:25                                   |
| 7.                                     |                                        | 2:46                                   |
| 8.                                     |                                        | 1:40                                   |
| 9.                                     |                                        | 7:59                                   |
| 10.                                    |                                        | 4:05                                   |
| 11.                                    |                                        | 2:19                                   |
| 12.                                    |                                        | 5:16                                   |
| 13.                                    |                                        | 2:46                                   |
| 总时长：                               | 总时长：                               | 50:44                                  |

| 《曼達洛人》第二季：第二輯（第13-16章） | 《曼達洛人》第二季：第二輯（第13-16章） | 《曼達洛人》第二季：第二輯（第13-16章） |
| 曲序                                    | 曲目                                    | 时长                                    |
| --------------------------------------- | --------------------------------------- | --------------------------------------- |
| 1.                                      |                                         | 3:32                                    |
| 2.                                      |                                         | 6:48                                    |
| 3.                                      |                                         | 1:57                                    |
| 4.                                      |                                         | 3:43                                    |
| 5.                                      |                                         | 2:12                                    |
| 6.                                      |                                         | 5:38                                    |
| 7.                                      |                                         | 2:43                                    |
| 8.                                      |                                         | 2:48                                    |
| 9.                                      |                                         | 2:51                                    |
| 10.                                     |                                         | 2:44                                    |
| 11.                                     |                                         | 6:08                                    |
| 12.                                     |                                         | 3:07                                    |
| 13.                                     |                                         | 2:33                                    |
| 14.                                     |                                         | 3:52                                    |
| 15.                                     |                                         | 4:52                                    |
| 16.                                     |                                         | 2:45                                    |
| 总时长：                                | 总时长：                                | 58:13                                   |

## 市場營銷
2020年9月15日，迪士尼釋出第二季的官方預告片。10月19日，迪士尼在《週一橄欖球之夜》節目中釋出一段優先預覽短片。

## 發行
第二季於2020年10月30日首播。迪士尼總裁鮑伯·查佩克透露，該季沒有因2019冠狀病毒病疫情而推遲播出。

## 迴響

### 評價
《曼達洛人》第二季受到廣泛好評。在影視匯總點評網站爛番茄上，影集第二季獲得「認證新鮮」標識，94%的新鮮度，8.6/10分（22位劇評人）。《曼達洛人》在Metacritic網站上獲得了「普遍好評」，76/100分（14位劇評人）。
| 第二季（2020年）：烂番茄追踪到的所有评论家的评论中，正面评论占比 |                                                              |
|                                                                  | 由于已知的技术原因，图表暂时不可用。带来不便，我们深表歉意。 |

## 紀錄片特輯
2020年11月，迪士尼宣佈《迪士尼展廊：曼達洛人》（Disney Gallery: The Mandalorian）的節日特輯於2020年12月25日開播，這部一小時時長的特輯包括對演職人員的採訪和第二季全八集的幕後花絮。第二集特輯於2021年8月25日首播。
| 總集數 | 集數 | 標題 | 譯名                 | 導演            | 上線日期       |
| ------ | ---- | ---- | -------------------- | --------------- | -------------- |
| 9      | 1    |      | 第二季的製作幕後     | 布拉德福德·巴魯 | 2020年12月25日 |
| 10     | 2    |      | 第二季的製作幕後終篇 | 布拉德福德·巴魯 | 2021年8月25日  |

## 備註
1. ↑  發生在赫特人賈霸宮殿中的情節是〈第十六章：營救〉的片尾彩蛋，同時是《波巴·費特之書》的先導預告短片[2]。
2. ↑  迪·布萊德利·貝克為蛙女士配音[8]。
3. ↑  馬克·漢米爾回歸出演年輕時期的路克·天行者，製作組採用電腦成像減齡技術（英语：De-aging in film）完成後期製作，並使用動作捕捉技術完成替身演員的數位動畫處理，馬克斯·勞埃德·瓊斯擔當馬克·漢米爾的片場替身演員[26][27]。